# Annandale (Minnesota)
Annandale és una població dels Estats Units a l'estat de Minnesota. Segons el cens del 2000 tenia 2.684 habitants.

## Demografia
Segons el cens del 2000, Annandale tenia 2.684 habitants, 1.098 habitatges, i 698 famílies. La densitat de població era de 382,4 habitants per km².
Dels 1.098 habitatges en un 33,1% hi vivien nens de menys de 18 anys, en un 47,6% hi vivien parelles casades, en un 11,7% dones solteres, i en un 36,4% no eren unitats familiars. En el 31,4% dels habitatges hi vivien persones soles el 17% de les quals corresponia a persones de 65 anys o més que vivien soles. El nombre mitjà de persones vivint en cada habitatge era de 2,39 i el nombre mitjà de persones que vivien en cada família era de 3,03.
Per edats la població es repartia de la següent manera: un 27,3% tenia menys de 18 anys, un 8,5% entre 18 i 24, un 29,1% entre 25 i 44, un 17,9% de 45 a 60 i un 17,2% 65 anys o més.
L'edat mediana era de 34 anys. Per cada 100 dones de 18 o més anys hi havia 85 homes.
La renda mediana per habitatge era de 37.929 $ i la renda mediana per família de 48.667 $. Els homes tenien una renda mediana de 35.223 $ mentre que les dones 25.161 $. La renda per capita de la població era de 18.876 $. Entorn del 9,1% de les famílies i el 12,1% de la població estaven per davall del llindar de pobresa.

## Poblacions més properes
El següent diagrama mostra les poblacions més properes.